# Monumento a Don Pelayo en Covadonga
El Monumento a Don Pelayo en Covadonga es una escultura realizada por el artista español Gerardo Zaragoza, e inaugurado en 1964 en Covadonga, Asturias.
Está ubicado en la explanada de la Basílica de Santa María la Real de Covadonga y representa a Don Pelayo, primer monarca del reino de Asturias e iniciador de la Reconquista.
El pedestal de la estatua lleva la siguiente inscripción en español: 

Nuestra esperanza está en Cristo. Este pequeño monte será la salvación de España. Crónica de Alfonso III.